# Урбанистичке целине
Урбанистичке целине су саграђене у другој половини 19. века. С обзиром да представљају значајну историјску грађевину, проглашене су непокретним културним добром од изузетног значаја Републике Србије. Налазе се у Крагујевцу, под заштитом су Завода за заштиту споменика културе Крагујевац.

## Историја
Оријентална варош коју је Лепеница делила на два дела је почела да се шири око путева за Београд, Горњи Милановац, Краљево и Крушевац. Главна чаршија је формирана око Камене ћуприје срушене у Првом светском рату на левој страни Лепенице до данашњег Крста са низом радњи старих заната. Куће су биле ниске бондручаре и чатмаре. Током 19. века је прерастао из оријенталне касабе у европски град. Милош Обреновић је наредбама о ширењу вароши око двора на левој страни Лепенице западно од старе чаршије поставио темељ новом Крагујевцу. Улице се исправљају и калдрмишу, регулише Лепеница и озелењава околина. Трговачки, јавни и културни центар Крагујевца последњих деценија 19. и почетком 20. века добија савремени изглед првим регулационим планом Луке Ивковића из 1891, а потом урбанистичким планом Михајла Радовановића из 1931. У главној градској улици су зграде еклектички решене са елементима класицизма, неоренесансе и сецесије. Трг Крст представља почетак модерног архитектонско урбанистичког решавања Другог светског рата. У улици Лоле Рибара су отворене занатске радње и дућани, а у улици Црвено барјаче куће са баштама. Конзерваторски радови су изведени на појединим деловима целине. У централни регистар су уписане 6. августа 1987. под бројем ПКИЦ 15, а у регистар Завода за заштиту споменика културе Крагујевац 25. децембра 1987. под бројем ПКИЦ 2.